# Кертин, Джейн
Джейн Тереза Кертин (англ. Jane Therese Curtin; род. 6 сентября 1947) — американская актриса и комедиантка. Обладательница двух премий «Эмми».

## Жизнь и карьера
Кертин родилась и выросла в Кембридже, штат Массачусетс. Она окончила Северо-Восточный университет и в 1972 году дебютировала в бродвейской комедийной постановке, с чего и началась её длительная комедийная карьера.
Джейн Кертин известна по своему постоянному участию в шоу Saturday Night Live, с самого его начала в 1975 по 1980 год. Позже она достигла большей известности по ролям в фильмах «Как победить дороговизну жизни» (1980), «О Си и Стигги» (1985) и «Яйцеголовые» (1993). С 1984 по 1989 год она играла главную роль в ситкоме «Кейт и Элли», который принес ей две премии «Эмми» за лучшую женскую роль в комедийном телесериале.
С 1996 по 2001 год Кертин снималась в комедийном сериале «Третья планета от Солнца», а в последние годы появилась в фильмах «Библиотекарь: В поисках копья судьбы» (2004), «Библиотекарь: Возвращение к копям царя Соломона» (2006), «Библиотекарь: Проклятие чаши Иуды» (2008), «Люблю тебя, чувак» (2009), «Я не знаю, как она делает это» (2011) и «Копы в юбках» (2013). В 2012 году, спустя четыре десятилетия в комедиях, Кертин взялась играть роль в криминальном сериале «Помнить всё».

## Фильмография
- Лодка любви (1 эпизод, 1977)
- Saturday Night Live (107 эпизодов, 1975—1980)
- Как победить дороговизну жизни (1980)
- Воины вокруг развода: История любви (телефильм, 1982)
- Кандида (телефильм, 1982)
- О Си и Стигги (1985)
- Кейт и Элли (122 эпизода, 1984—1989)
- Запретная любовь (телефильм, 1990)
- Working It Out (13 эпизодов, 1990)
- Яйцеголовые (1993)
- Третья планета от Солнца (137 эпизодов, 1996—2001)
- Муравей Антц (1998)
- Наш город (телефильм, 2003)
- Библиотекарь: В поисках копья судьбы (телефильм, 2004)
- Бруклинский Лобстер (2005)
- Лохматый папа (2006)
- Библиотекарь 2: Возвращение в Копи Царя Соломона (телефильм, 2006)
- Crumbs (13 эпизодов, 2006)
- Библиотекарь 3: Проклятие иудовой чаши (телефильм, 2008)
- Люблю тебя, чувак (2009)
- Я не знаю, как она делает это (2011)
- Копы в юбках (2013)
- Помнить всё (19 эпизодов, 2012—2013)
- Библиотекари (4 эпизода, 2014—2017)
- Сможете ли вы меня простить? (2018)